# Pokabius utahensis
Pokabius utahensis är en mångfoting som beskrevs 1902 av Joseph Conrad Chamberlin. Arten förekommer i Idaho och Utah, i USA och ingår i släktet Pokabius och familjen stenkrypare.
P. utahensis delas upp i två underarter:
- P. u. utahensis
- P. u. tidus